# Ахильгов, Микаил Туганович
Микаи́л Туга́нович Ахи́льгов (ингуш. Ахилганаькъан Тугана Микаьил; 26 ноября 1958 — 6 августа 2003) — ингушский писатель.

## Биография
Родился в селе Чернореченское Пригородного района Северо-Осетинской АССР 26 ноября 1959 года. В 1976 году окончил среднюю школу в селении Терк, после чего работал на известковом заводе города Орджоникидзе. Далее работал на мебельной фирме «Казбек» в поселке Южный в качестве упаковщика.
В 1979 году поступил на подготовительное отделение Чечено—Ингушского государственного университета, а далее 1980 году был зачислен студентом филологического факультета, затем в 1982 году перевелся на факультет журналистики Московского Государственного университета имени Ломоносова, который и окончил его. После учёбы служил в Кантемировской дивизии Советской Армии.
В 1988 году работал корреспондентом газеты «Сердало» по сельскому хозяйству отделу. С сентября работал воспитателем ПТУ №10 в городе Орджоникидзе.
С 1989 года по 1991 год — корреспондент детско-молодежной редакции Чечено—Ингушского радио.
С 1991 года по 1992 год — работал заведующим отделом литературно-художественного журнала «Маьтлоам».
С 1993 года по день смерти 6 августа 2003 года Микаил Ахильгов работал редактором известий ингушского телевидения.

## Творчество
Его первые стихи на русском языке были опубликованы в 1977 году в газете «Молодой коммунист», выходившей тогда в СОАССР.
Стихи на ингушском языке впервые были опубликованы в газете «Сердало» и альманахе «Утро гор» («Лоаман Iуйре») в 1978 году.
Первый сборник стихов Микаила Ахильгова под названием «Летняя ночь» («Ахкан бийса») вышел в Чечено-Ингушском книжном издательстве в 1981 году.
Большое влияние на его творчество оказало знакомство с Идрисом Базоркиным, который постоянно опекал и заботился о нём.